# Terpna rubroviridata
Terpna rubroviridata är en fjärilsart som beskrevs av W. Warren 1898. Terpna rubroviridata ingår i släktet Terpna och familjen mätare. Inga underarter finns listade i Catalogue of Life.